# 膾
鱠、膾（なます、音読みでは「カイ」、ピンインではkuài）は、切り分けた獣肉や魚肉に調味料を合わせて生食する料理を指す。
獣肉を用いた物は「膾」、魚肉を用いて同様の調理をしたものは「鱠」、また「魚膾」ともいった。
日本では魚介類や野菜類、果物類を細く（あるいは薄く）切り、酢を基本にした調味料で和えた料理に発展した。日本の膾については酢の物ともよばれる。

## 中国における膾について
膾は細切りの生肉・生魚のことを指す。春秋時代においては、これら細切りの生肉・生魚に葱やからし菜などの薬味や酢をつけて食べていた。孔子は肉の膾を好んだという。
当時は炙と共に著名な料理法として知られた。『孟子』では「おいしい物」の例として「膾炙」をあげている。
秦や漢の時代になると、牛や羊などの家畜や野獣を膾にする事は少なくなり、もっぱら魚肉が具材として使われるようになった。そこで、「膾」の偏を「魚」に入れ替えて作られた「鱠」という字がしばしば使われるようになった。この頃も膾は一般的な料理として知られており、膾（生魚）を食べない村が「奇異な風俗習慣」として記録に残るほどであった。
南北朝時代になると「金齏玉膾」という料理が登場する。これは「八和齏」という調味料を魚の膾にかけた料理で隋の煬帝も好んだ料理であった。
以降の時代も膾を食べる習慣は続いたが、明代になると次第にその習慣が失われるようになり、清代には一部の地域を除き生肉を膾にして食べる習慣は失われた。現代では中国東北地区にある満州族やナナイ族の一部村落や、南方に住む漢族の一部が魚の膾を食べる習慣を残すのみとなっている。

## 日本の膾（なます）について
膾の文字は古事記や日本書紀の時代から見られ、生肉を細かく刻んだものを指した。「なます」の語源は「なましし（生肉）」とも「なますき（生切）」が転じたとも言われている。なお、膾に酢を用いるようになったのは後世のことなので、「生酢」を語源とするのは誤りである。江戸時代まで「膾」は膳におけるメインディッシュとしての扱いを受けており、膳の中央より向こう側に置かれることから「向付」（むこうづけ）と呼ばれるようになった。
現在「なます」の調味料として用いられるものとしては、甘酢、二杯酢、三杯酢、ゆず酢、たで酢などがあるが、古くは煎り酒（鰹節、梅干、酒、水、溜まりを合わせて煮詰めたもの）なども用いられた。
膾の原義に忠実な料理としては、鮭の氷頭を用いた「氷頭なます」や、千葉県の房総に見られる漁師料理の「水なます」などがあげられる。水なますは鯵などの小魚を細かく叩いて味噌で調味し、薬味となる香味野菜と共に氷水に取ったものである。また魚介類を酢締めにした酢蛸や〆鯖などの「酢の物」、刺身やかまぼこなどを酢味噌で和えた「酢味噌和え」「ぬた」なども膾の一種である。
室町時代の院政期以降は、魚介類や獣肉に限らず酢を用いた和え物全般を指すようになり、野菜や果物だけを用いる「精進なます」が生じた。根菜類を油揚げや椎茸などと炒ってから酢で和える「焼きなます」は現在も家庭の惣菜として作られる。
正月のおせち調理として、レンコンを使った「酢蓮（酢れんこん/酢ばす）」や、繊切りにしたダイコンとニンジン（あるいは干し柿）を用いた「紅白なます」が作られる。赤と白を源氏と平家の旗に見立てて「源平なます」とも呼ばれる。

### 紅白なますの作り方

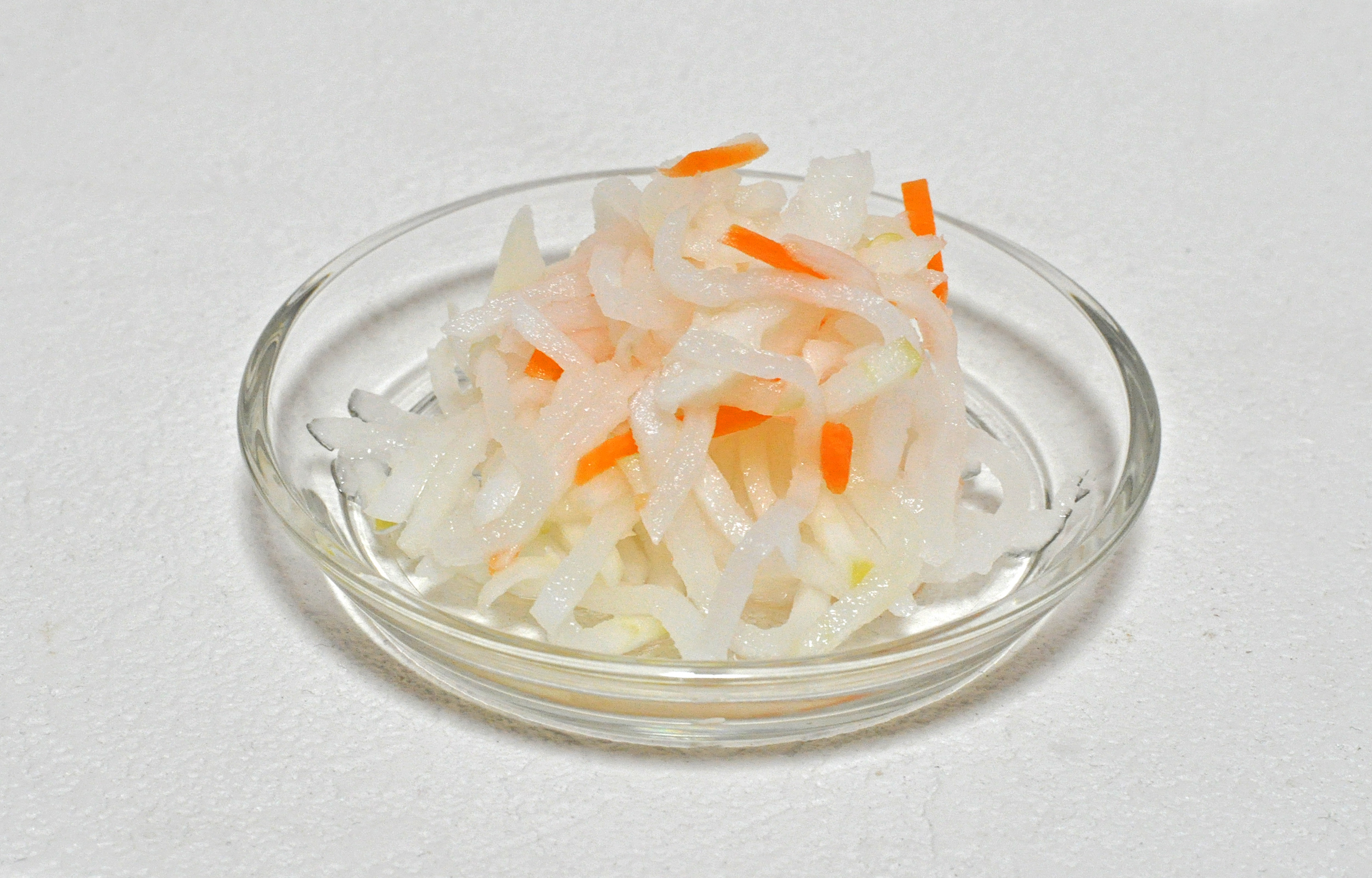
紅白なます

1. ダイコンとニンジンを長さ5cmほどのごく細い繊切りにする。切る前に皮を剥く方法もある。
2. 切ったダイコンとニンジンに塩をふり、しんなりしたら固く絞って水気をとる。この際、ダイコンとニンジンを別に漬けたり、重石をのせて漬ける方法もある。
3. 酢、砂糖（食塩、水を入れる方法もある）を混ぜて、鷹の爪と共に漬ける。（まず半量で漬けてから水気を切り、二度漬けする方法もある）
4. ユズの皮を細かく切り混ぜる。
5. 地方によってはピーナッツ[4]やごまなどを加えることもある。

## 朝鮮・韓国における膾（フェ）について
朝鮮半島では、「膾」または「鱠」を「フェ」と呼ぶ。三国時代に中国より伝わり、明清代に膾の消費が衰えた中国とは異なり、李氏朝鮮時代にも膾（フェ）は孔子の祭礼などに供され、一般でも食べられた。現在でもフェは盛んに食べられている。例えばユッケは「肉膾」と書き、膾の一種とされる（「肉」を「ユッ」、膾を「フェ」と発音するが、リエゾンによって「ユッケ」と発音される）。また、日本統治時代に日本から朝鮮半島に入った刺身をもとにした料理もフェと表現される。また素材は生肉や生魚とは限らず、家畜の内臓に火を通して野菜類と和えたフェもある。

## ことわざ・慣用句
ことわざや慣用句での「膾」は、古代中国の切り分けた生肉や生魚による料理を意味することが多い。
- 「羹（あつもの）に懲りて膾（なます）を吹く」 - 熱い羹（汁物、スープ）で舌など口の中をやけどしたのに懲りて、冷たい膾でさえも吹いて（息を吹きかけて冷まして）食う。つまり、一度失敗したことに懲りて無益な用心をすること（「羹に懲りたる者、あえを吹く」と同意。“あえ”とはあえもの、刺身の意味）。もともと屈原が書いた『楚辞　九章中の詩〈惜誦〉』の一節である。
- 「人口に膾炙（かいしゃ）する」 - 膾と炙（あぶり肉、直火による焼き肉）はいずれも多くの人が喜んで食べることから、物事が多くの人の間で話題になり、もてはやされること[5]。
- 「膾に斬る」「膾に叩く」 - 膾は細かに切り刻む（叩く）ことから、転じて人を滅多斬りにすることを指す。
- 「蓴羹鱸膾（じゅんこうろかい）」 - 故郷を懐かしく思う心のこと。「蓴羹」は蓴菜の羹（とろみをつけたスープ）、「鱸膾」はスズキの膾。晋の張翰が郷土料理の蓴羹鱸膾が懐かしく、職を辞した故事に基づく[6]。